# Gavrinis
L'illa de Gavrinis (en francés: île de Gavrinis; en bretó Gavriniz) és una petita illa de Bretanya (estat francés) situada a 10 minuts amb vaixell de la localitat portuària de Larmor-Baden, al golf de Morbihan. És una gran formació granítica de 750 m de longitud i 400 m d'amplària, amb una extensió d'unes 30 hectàrees. No hi ha platges ni poblats humans de cap mena. L'illa es divideix en dues zones: la sud pertany al Consell General de Morbihan i la nord n'és propietat privada. Gavrinis conté un important cairn (túmul de pedres megalític).
Etimològicament, Gavrinis és un terme compost derivat del bretó gavr ('cabra') i enez ('illa'), és a dir, 'illa de la cabra'.

## CairndeGavrinis

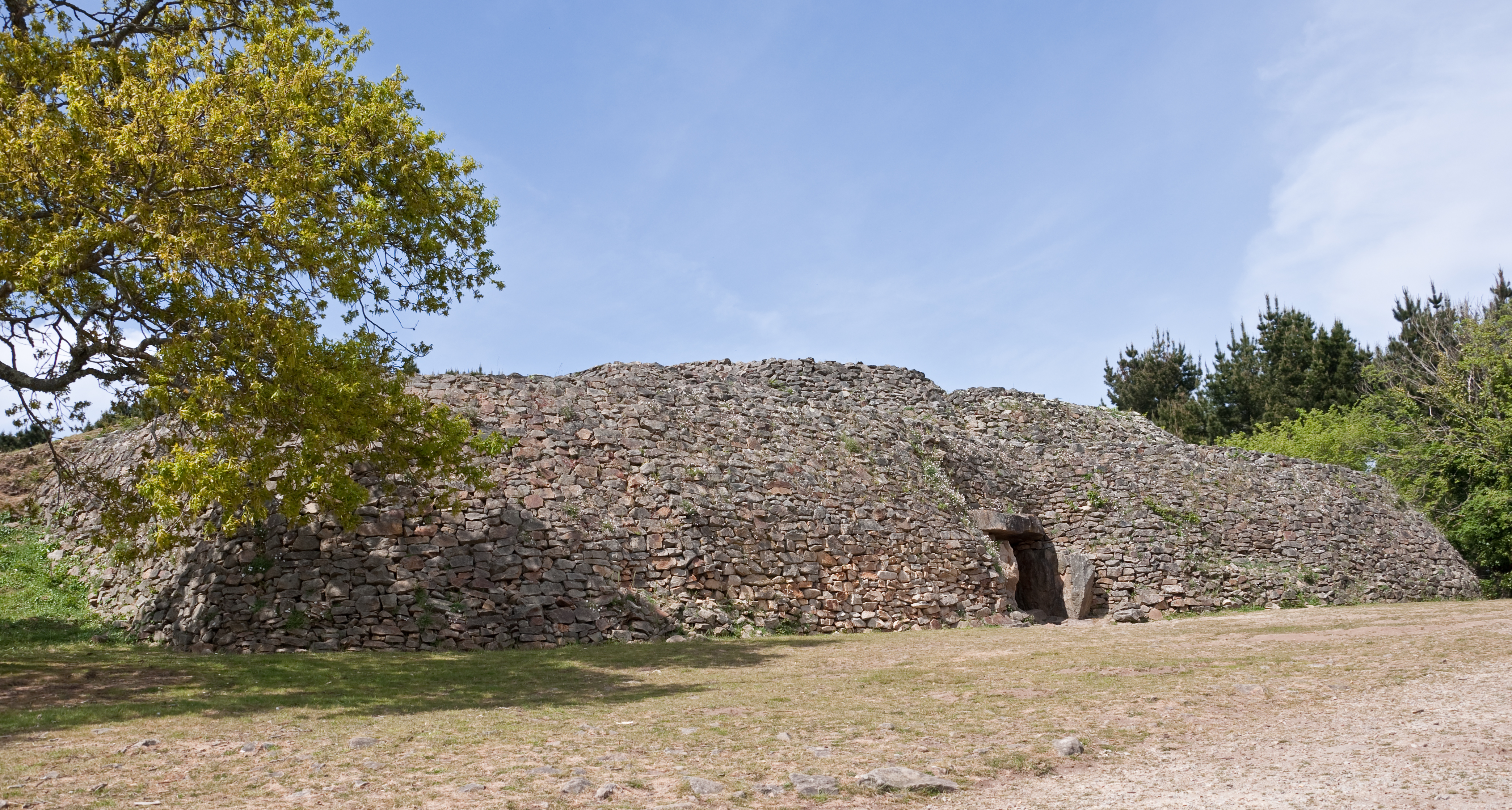
El cairn de Gavrinis

A la zona sud de l'illa es troba el cairn de Gavrinis. Fou construït cap al 3500 ae, una època en què l'illa encara estava unida al continent. El cairn té un diàmetre de 50 m i una alçada de 8 m. És un exemple típic d'arquitectura neolítica realitzada en pedra seca: uns murs de contenció estructuren la massa de pedres disposades a manera d'escates al voltant del dolmen interior, formant un disseny d'esglaons regulars. Com totes les construccions megalítiques, Gavrinis degué estar destinat al culte als ancestres.
Està catalogat com a monument històric de l'estat francés.

### Dolmen

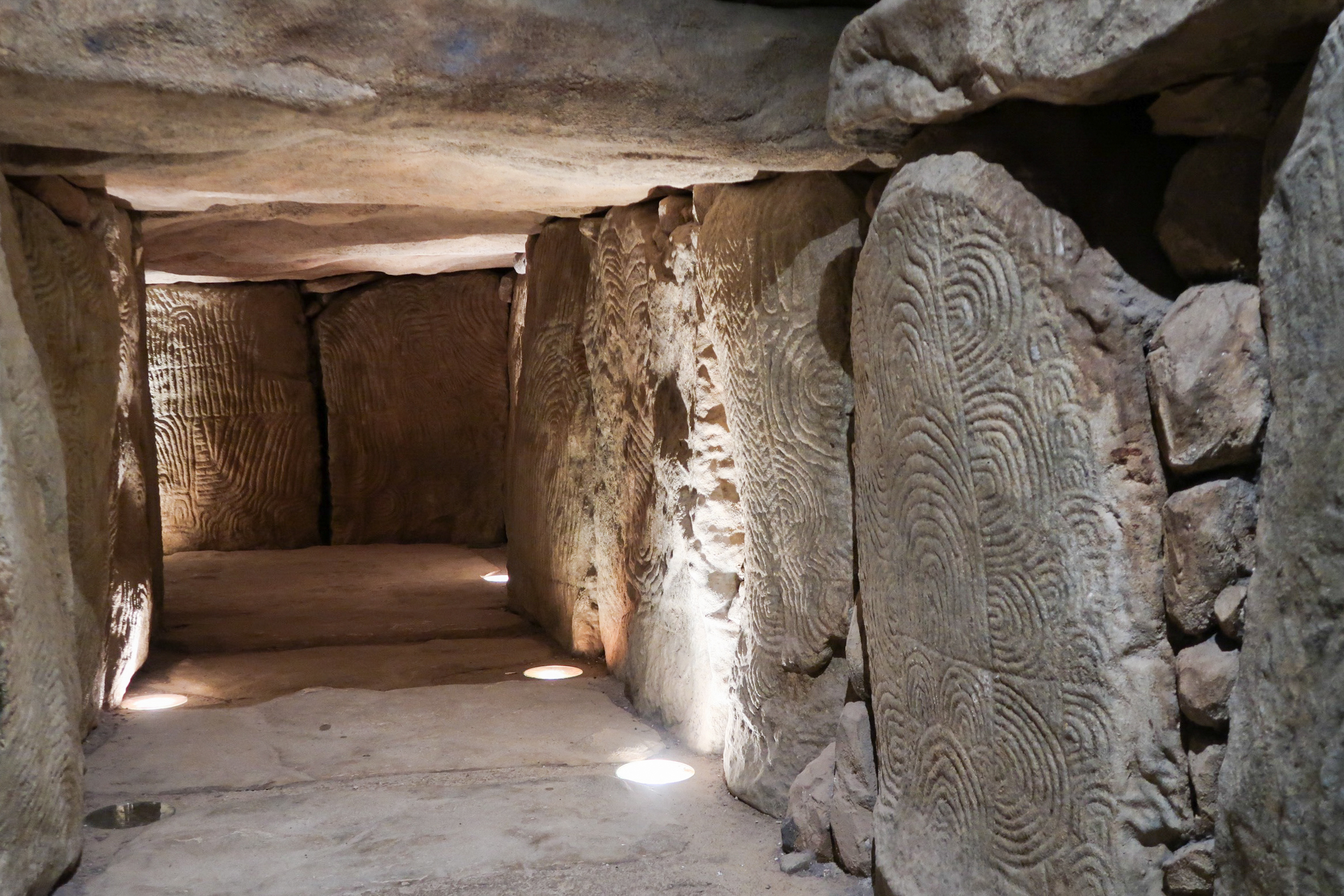
Corredor del cairn

El cairn cobreix un dolmen de cambra única i un passadís de 14 m de longitud, 2 d'alt i 1,5 m d'ample. Pertany a una categoria arquitectònica (dolmen de corredor i cambra simple) molt freqüent a Bretanya entre els 4500 i 3000 ae.
El sòl del passadís està completament empedrat amb lloses planes. Acaba en una cambra simple, quasi quadrada, de 2,5 m de costat i situada pràcticament al centre del cairn. Una pedra a manera de llinda separa la cambra del passadís. La llosa que cobreix la cambra pesa 17 tones i fa 3,7 m de llarg, 3,1 m d'ample i 0,8 m de grossària; la cara superior mostra gravats que representen un gran jou de 2,8 m i un bòvid de 2 m de llargària.
S'ha pogut determinar que la llosa de cobertura de la Taula dels Marchand a Locmariaquer, on també apareix el gravat d'un bòvid, es relaciona amb la llosa de Gavrinis. També la llosa de cobertura del dolmen del túmul d'Er Grah, situat també a Locmariaquer. Les tres lloses, si s'unissen novament, constituirien un únic menhir original amb una alçada d'uns 14 m. Es creu que va ser un dels menhirs que antany s'alçava al costat del Grand Menhir Brisé ('Gran Menhir Caigut') a Locmariaquer, reutilitzat després de desplomar-se fortuïtament o intencionada.
23 de les 29 lloses verticals que fan les parets del passadís estan decorades amb gravats, en què es distingeix una gran varietat de figures: escuts, creus, destrals, jous, signes en “O”, serps i formes geomètriques (arcs, espirals…), una síntesi dels elements utilitzats pels artistes del megalitisme bretó. Cada llosa decorada està totalment coberta de gravats, i això dona a les pedres l'aspecte de gegantesques empremtes digitals. Les excavacions han revelat que algunes lloses tenen gravats també al costat oposat. Aquests esplèndids dibuixos, així com la cura i destresa que els autors demostraren en la construcció del cairn, fan que Gavrinis siga considerat un dels monuments megalítics més bells del món.
La llosa núm. 18, al costat esquerre de l'entrada a la cambra, mostra al centre una cavitat dividida per dos “anells” (i fan l'efecte de ser tres orificis circulars). Sembla una anomalia geològica natural, obra de l'erosió, però treballada després per la mà humana. No és possible, però, saber amb exactitud si la llosa fou triada precisament per aquesta singularitat o no.

### Abandó
El cairn de Gavrinis deixà d'utilitzar-se al voltant del 3000 ae per raons desconegudes. Se'n tapà l'accés a l'interior amb pedres i es va cobrir amb arena, i se'n transformà així l'estructura en un monticle tancat.

## Er Lannic
A 500 m al sud de Gavrinis es troba l'illot d'Er Lannic ('La Petita Landa' en bretó), que alberga dos cromlecs o cercles de pedres. Cada cercle n'és tangent de l'altre. El cercle nord fa 65 m de diàmetre i les seues pedres tenen una alçada entre 2 i 4,5 m. Només la part septentrional del cercle és visible, i la resta queda oculta sota l'aigua. El cercle sud s'obri en forma de ferradura cap a l'est: té un diàmetre de 61 m i està totalment submergit. Durant unes excavacions dutes a terme per Zacharie Le Rouzic en la dècada de 1920 trobaren davall cada menhir una cista amb carbó vegetal, ossos d'animals, pedres de sílex treballades, terrisseria i destrals polides. Dos menhirs presenten gravats amb destrals i un jou, i un altre mostra nou orificis circulars còncaus.
Dues pedres solitàries, cobertes d'aigua, jauen a 50 m a l'est i 90 m a l'oest, respectivament, del cercle nord. Les dues formen una línia tangent a l'extrem septentrional del cercle, on se'n troba la pedra més gran. A la part meridional del cercle submergit hi ha un gran menhir, anomenat “pedra del ferrer” pels pescadors, equivalent a la pedra més grossa del cercle nord. Alguns veuen en aquestes pautes geomètriques un sistema de línies cardinals amb finalitat astronòmica, potser relacionada amb les fases lunars, però no hi ha cap prova concloent que ho recolze.
En l'època en què es construïren els cromlecs, Er Lannic formava un turó al peu del qual discorria un riu. Més tard el nivell del mar pujà, i donà a Er Lannic, Gavrinis i altres llocs de la zona l'aspecte actual. Els cromlecs s'alçaren al 3500 ae, però l'ocupació humana del llogaret es remunta més enrere, al 4000 ae.
Er Lannic és a hores d'ara un santuari d'aus marines i no pot ser visitat.